# Anoploteri

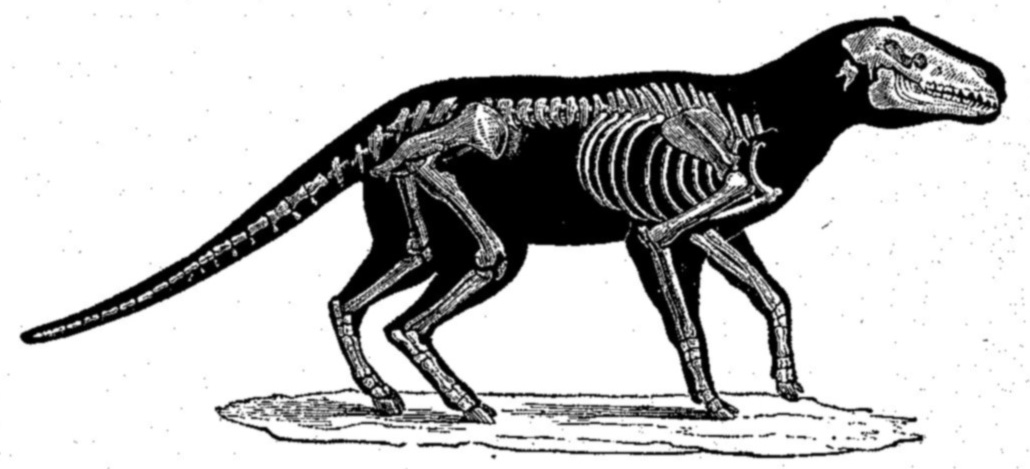
Il·lustració de l'anoploteri

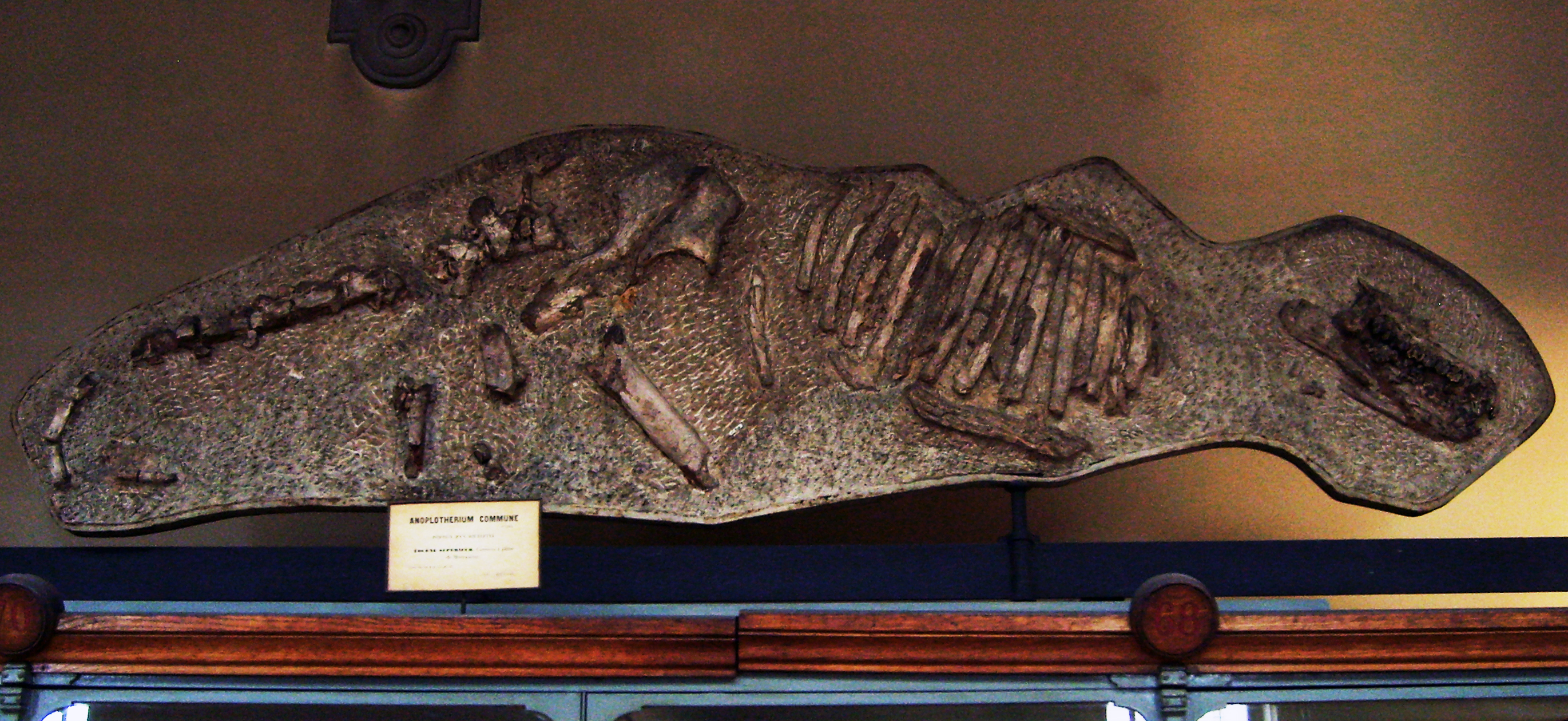
Fòssil d'anoploteri al Museu Nacional d'Història Natural, París

L'anoploteri (Anoplotherium) és un gènere extint d'artiodàctil que visqué des de l'Eocè superior fins al Rupelià. Fou descobert originalment a les pedreres de guix properes a París.